# Голям извор (област Хасково)
Вижте пояснителната страница за други значения на Голям извор.
Голям извор е село в Южна България. То се намира в община Стамболово, област Хасково.